# Niedere Tauern
Niedere Tauern este o arie protejată (arie de protecție specială avifaunistică — SPA) din Austria întinsă pe o suprafață de 126.197,01 ha, integral pe uscat.

## Localizare
Centrul sitului Niedere Tauern este situat la coordonatele 47°15′41″N 14°01′38″E / 47.2615°N 14.0272°E.

## Înființare
Situl Niedere Tauern a fost declarat arie de protecție specială avifaunistică în iulie 1997 pentru a proteja 2 specii de plante și 47 de specii de animale.

## Biodiversitate
Situată în ecoregiunea alpină, aria protejată conține 15 habitate naturale: Ape stătătoare oligotrofe până la mezotrofe, cu vegetație de Littorelletea uniflorae și/sau de Isoëto-Nanojuncetea, Pajiști alpine și boreale, Tufărișuri cu Pinus mugo și Rhododendron hirsutum (Mugo-Rhododendretum hirsuti), Pajiști boreale și alpine pe substrat silicios, Pajiști alpine și subalpine calcaroase, Formațiuni ierboase bogate în specii de Nardus, dezvoltate pe substraturi silicioase în zone montane (și în zone submontane, în Europa continentală), Liziere de ierburi înalte hidrofile de câmpie și de nivel montan până la alpin, Turbării active, Grohotișuri silicioase de la nivelul montan până la nivelul zăpezii (Androsacetalia alpinae și Galeopsietalia ladani), Grohotișuri calcaroase și de șisturi calcaroase de la nivelul montan până la nivelul alpin (Thlaspietea rotundifolii), Pante stâncoase calcaroase cu vegetație casmofită, Pante stâncoase silicioase cu vegetație casmofită, Roci stâncoase cu vegetație pionieră de Sedo-Scleranthion sau Sedo albi-Veronicion dillenii, Păduri acidofile de Picea de la nivel montan la nivel alpin (Vaccinio-Piceetea), Păduri alpine de Larix decidua și/sau Pinus cembra.
La baza desemnării sitului se află mai multe specii protejate:
- plante (2): Mannia triandra, Riccia breidleri
- păsări (45): minunița (Aegolius funereus), ciocârlie-de-câmp (Alauda arvensis), rață pitică (Anas crecca), fâsă de pădure (Anthus spinoletta), fâsă de pădure (Anthus trivialis), acvilă de munte (Aquila chrysaetos), stârc cenușiu (Ardea cinerea), cocoșul de mesteacăn (Bonasa bonasia), Charadrius morinellus, erete de stuf (Circus aeruginosus), erete cenușiu (Circus pygargus), porumbel gulerat (Columba palumbus), cuc (Cuculus canorus), lăstun de casă (Delichon urbica), ciocănitoare neagră (Dryocopus martius), șoimul rândunelelor (Falco subbuteo), vânturel roșu (Falco tinnunculus), ciuvică (Glaucidium passerinum), zăgan (Gypaetus barbatus), rândunică (Hirundo rustica), Lagopus mutus helveticus, pescăruș negricios (Larus fuscus), gușă albastră (Luscinia svecica), gaia neagră (Milvus migrans), gaia roșie (Milvus milvus), mierlă de piatră (Monticola saxatilis), codobatură galbenă (Motacilla alba), codobatură de munte (Motacilla cinerea), pietrar sur (Oenanthe oenanthe), viespar (Pernis apivorus), codroș de munte (Phoenicurus ochruros), codroșul de pădure (Phoenicurus phoenicurus), pitulice de munte (Phylloscopus collybita), ciocănitoare de munte (Picoides tridactylus), ciocănitoare verzuie (Picus canus), ploier auriu (Pluvialis apricaria), lup de mare mic (Stercorarius parasiticus), silvie cu cap negru (Sylvia atricapilla), silvie-mică (Sylvia curruca), cocoșul de mesteacăn (Tetrao tetrix tetrix),  cocoș de munte (Tetrao urogallus), fluturașul de stâncă (Tichodroma muraria), sturzul viilor (Turdus iliacus), mierlă gulerată (Turdus torquatus), pupăză (Upupa epops)
- mamifere (1): urs brun (Ursus arctos)
- pești (1): zglăvoacă (Cottus gobio)

Pe lângă speciile protejate, pe teritoriul sitului au mai fost identificate 2 specii de plante, 1 specie de mamifere, 1 specie de pești.